# Rio Bobu (Blahniţa)
O Rio Bobu é um rio da Romênia afluente do Rio Blahniţa, localizado no distrito de Gorj.